# Bromoformio
Il bromoformio o tribromometano, secondo la nomenclatura sistematica IUPAC, è un composto chimico di formula CHBr3. È un alometano  e in particolare  un aloformio (trialogenometano), il penultimo della serie che comprende anche il fluoroformio CHF3 (gas), il cloroformio CHCl3 (liquido) e lo iodoformio  (solido). La molecola ha forma tetraedrica distorta, simmetria C3v, con l'atomo di carbonio al centro, ibridato sp3, e gli altri ai quattro vertici.
A temperatura ambiente si presenta come un liquido incolore, non infiammabile, molto denso (d = 2,89 g/mL) e con alto indice di rifrazione (1,5948). Ha un odore dolciastro simile a quello del cloroformio, ma un punto di ebollizione molto più alto (149,5 °C, contro 61 °C per CHCl3). È pochissimo solubile in acqua (3,2 g/L a 30 °C), ma è miscibile in alcool, etere, acetone, etere di petrolio, cloroformio e benzene.
Viene sintetizzato mediante la reazione dell'aloformio per azione del bromo (Br2) su acetone in ambiente alcalino, o anche con ipobromito di sodio (NaOBr) su acetone; può anche essere prodotto elettrolizzando una soluzione di bromuro di potassio in acetone con carbonato di sodio in sospensione; il bromoformio si libera all'anodo. Si può ottenere anche trattando il cloroformio con bromuro di alluminio (AlBr3).
Un tempo veniva utilizzato in campo medico come anestetico, sedativo e antitussivo; oggi il suo uso, così come quello del cloroformio, è ormai superato per l'elevata tossicità e cancerogenicità; è noto anche per le sue proprietà antisettiche.